# أولاد زمام (سيدي عيسى بن علي)
أولاد زمام هي إحدى مشيخات المملكة المغربية، تتبع جغرافيا لإقليم الفقيه بن صالح وإداريًا لسيدي عيسى بن علي. يقدر عدد سكانها بـ 5739 نسمة حسب الإحصاء الرسمي للسكان والسكنى لسنة 2004.